# Robert O'Neill
Robert James O'Neill (Butte, 10 aprile 1976) è un militare statunitense, ex-capo di 3ª classe dei Navy SEALs appartenente al DEVGRU. Conosciuto in principio con lo pseudonimo The Shooter, è noto per aver preso parte all'Operazione Lancia di Nettuno, avvenuta tra il 1º e il 2 maggio 2011 e culminata con l'uccisione del leader di Al-Qāʿida Osama Bin Laden.

## Giovinezza e carriera militare
Robert James O'Neill nasce il 10 aprile 1976 a Butte, Montana, figlio di Tom O'Neill, ex-operaio irlandese di una miniera di rame, e di Diane Johnson. Nel corso della sua giovinezza fu addestrato da suo padre alla caccia e al cecchinaggio, nel frattempo svolgendo diversi lavori quali facchino di pizze e commesso di un McDonald's. Ha fatto corsi di danza classica presso il Boston Conservatory e ha brevemente frequentato la Juilliard School, eccellendo anche nelle partite di basket.
Nel 1995, un anno dopo aver terminato la Butte Central Catholic High School, O'Neill si arruola volontario a 19 anni nei Marines degli Stati Uniti nella speranza di diventare un cecchino. Tuttavia, a causa dell'assenza del reclutatore, viene arruolato nella Marina degli Stati Uniti su consiglio di un reclutatore appartenente alla stessa forza armata. Dopodiché, nel gennaio 1996, prende parte al BUD/S (Basic Underwater Demolition/SEAL) sulle spiagge di San Diego e viene così arruolato nei Navy SEALs, venendo infine assegnato nel SEAL Team Two di stanza a Little Creek, in Virginia Beach.
Dal giugno al luglio 2003, O'Neill, due anni dopo aver assistito agli attacchi dell'11 settembre 2001 mentre si trovava di stanza in un ufficio a Stoccarda, in Germania, ha partecipato all'Operazione Shining Express in Liberia con il compito di riportare in patria diversi militari americani. Dopodiché, nel 2004 si arruola nel DEVGRU, l'unità antiterrorismo della Marina.
Nel corso della sua carriera nel DEVGRU ha partecipato ad altre 10 operazioni in Iraq e Afghanistan, compresa l'operazione di salvataggio del capitano Richard Phillips nell'aprile 2009, sequestrato da un commando di 4 pirati somali durante il dirottamento della nave mercantile Maersk Alabama. Nel 2005, quattro anni prima, ha partecipato anche all'operazione di salvataggio del SEAL Marcus Luttrell, unico sopravvissuto della sua squadra rimasta uccisa sulle montagne del Kunar nel corso della fallimentare Operazione Red Wings.
In seguito, nella notte tra il 1º e il 2 maggio 2011 ha partecipato all'Operazione Lancia di Nettuno ad Abbottabad, in Pakistan, con il compito di catturare o uccidere Osama bin Laden.
Nel 2012, O'Neill, si congeda con onore dalla Marina dopo 16 anni di servizio, con il grado di capo di 2ª classe.

## Vita personale
Dopo la carriera militare, O'Neill vive a Butte e si è attualmente impiegato presso la Leading Authorities, per la quale tiene conferenze motivazionali rivolte al personale di aziende e organizzazioni.
Separato dalla moglie, è padre di due figlie.